# Xestocephalus subfusculus
Xestocephalus subfusculus är en insektsart som beskrevs av Melichar 1905. Xestocephalus subfusculus ingår i släktet Xestocephalus och familjen dvärgstritar. Inga underarter finns listade i Catalogue of Life.